# Снежната кралица 2
„Снежната кралица 2“ (на руски: Снежная королева 2: Перезаморозка) е руска компютърна анимация от 2014 г. на режисьора Алексей Цицилин по негов сценарий в съавторство с Алексей Замислов, Владимир Николаев и Роман Непомняшчий. Продуциран от Wizard Animation, филмът е продължение на „Снежната кралица“ от 2012 година.
Продуциран от Тимур Бекмамбетов, Юрий Москвин, Владимир Николаев и Диана Юринова, филмът е пуснат от компанията Bazelevs театрално в Русия и Общността на независимите държави на 1 януари 2015 г. с международно излизане през ноември и декември 2014 г. в САЩ и Великобритания.
Във филма участват гласовете на Нюша като Герда и Иван Охлобистин като Снежен крал с Гарик Харламов, Валерия Николаева, Шура Би-2, Фьодор Добронравов, Михаил Тихонов, Галина Тюнина и Рамиля Искандер в поддържащи роли. За звуковия отдел беше обявен международен актьорски състав, в който Бела Торн беше в ролята на Герда, Шарлто Копли като Снежен крал и Шон Бийн в ролята на Арог с Изабел Фурман, Пат Фрейли, Джеф Бенет, Кенди Майло, Синди Робинсън в поддържащи роли.
Вдъхновен от класическата приказка „Снежната кралица“ от Ханс Кристиан Андерсен, главният герой на анимационния филм дори носи същото име като класиката Герда. Безстрашните герои, Герда и Орм, се завръщат за нови приключения. Герда се присъединява към доверената невестулка невестулка Лута в историята им, разположена в полярния зимен свят. Този път главният злодей няма да бъде Снежната кралица, а Снежният крал. Тролът Орм осъзнава, че лъжите, които е изграждал, в крайна сметка ще се обърнат. Обаче опасно приключение очаква героите, докато пътуват до Долината на троловете.
Разработката започва през 2014 г., тъй като студиото се фокусира върху подобряването на качеството на анимацията на филма от предшественика си. Филмът стана първият руски филм с най-висок касов уикенд в европейска държава. Филмът е известен с добрия си хумор, ярки герои и епични битки.
В България филмът излезе на екран на 4 декември 2015 г. от PRO Films.

## Синхронен дублаж
| Роля  | Изпълнител               |
| ----- | ------------------------ |
| Герда | Августина-Калина Петкова |
| Кай   | Цвети Пеняшки            |